# Caproni Ca.193
Il Caproni Ca.193 era un monoplano bimotore di costruzione interamente metallica a quattro posti, progettato dall'ing. Amilcare Porro e costruito nel 1945 dall'azienda italiana Aeronautica Caproni, a Taliedo. Si trattava di un aereo da collegamento e da addestramento al volo strumentale. Fu costruito un solo prototipo (che rappresenta anche l'ultimo aereo costruito dall'Aeronautica Caproni di Milano).

## Storia del progetto
Il primo volo fu effettuato il 13 maggio 1949 da Tullio De Prato; l'unico Ca.193 costruito venne incorporato nell'Aeronautica Militare (con la MM 5736) nel marzo 1950 per essere rivenduto nel luglio 1952 per usi civili. Terminò la sua carriera nel 1960 presso l'Aero Club di Trento. Restaurato sapientemente, è esposto nel Museo dell'Aeronautica Gianni Caproni.

## Tecnica

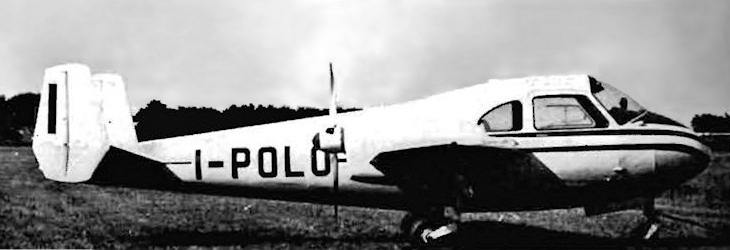
Il Ca.193 di profilo, con l'immatricolazione civile I-POLO a ricordo dei progettisti del velivolo Porro e Longo

Era un monoplano bimotore di costruzione interamente metallica a quattro posti, con struttura a guscio e rivestimento portante. L'ala, posta in posizione media sulla fusoliera, aveva una pianta di tipo trapezoidale con una struttura a bilongherone. Gli impennaggi erano metallici ed erano bideriva. Il carrello triciclo era retrattile. I motori erano due Walter Minor 6-III da 160 CV (118 kW) ciascuno, con eliche bipala metalliche di tipo spingente a passo variabile in volo.

## Versioni
Vennero studiate diverse versioni mai realizzate, quali:
- turboelica da scuola caccia,
- pattugliamento con radar nel muso per la Marina,
- coloniale[non chiaro]